# Scelolanka
Scelolanka là một chi bọ cánh cứng trong họ Chrysomelidae.
Chi này được miêu tả khoa học năm 1974 bởi Medvedev.

## Các loài
Các loài trong chi này gồm:
- Scelolanka nigrofemorata Medvedev, 1982
- Scelolanka phyllanthii Medvedev, 1982